# 11520 Fromm
11520 Fromm eller 1991 GE8 är en asteroid i huvudbältet som upptäcktes den 8 april 1991 av den belgiske astronomen Eric W. Elst vid La Silla-observatoriet. Den är uppkallad efter den tysk-amerikanske filosofen Erich Fromm.
Den tillhör asteroidgruppen Levin.